# 인천경원초등학교
인천경원초등학교(仁川慶源初等學校)는 대한민국 인천광역시 미추홀구에 위치한 공립 초등학교이다.

## 연혁
- 2008년 3월 1일 : 개교

## 동문
-유상현 (키다리)